# Menophra nakajimai
Menophra nakajimai är en fjärilsart som beskrevs av Sato 1984. Menophra nakajimai ingår i släktet Menophra och familjen mätare. Inga underarter finns listade i Catalogue of Life.

## Bildgalleri

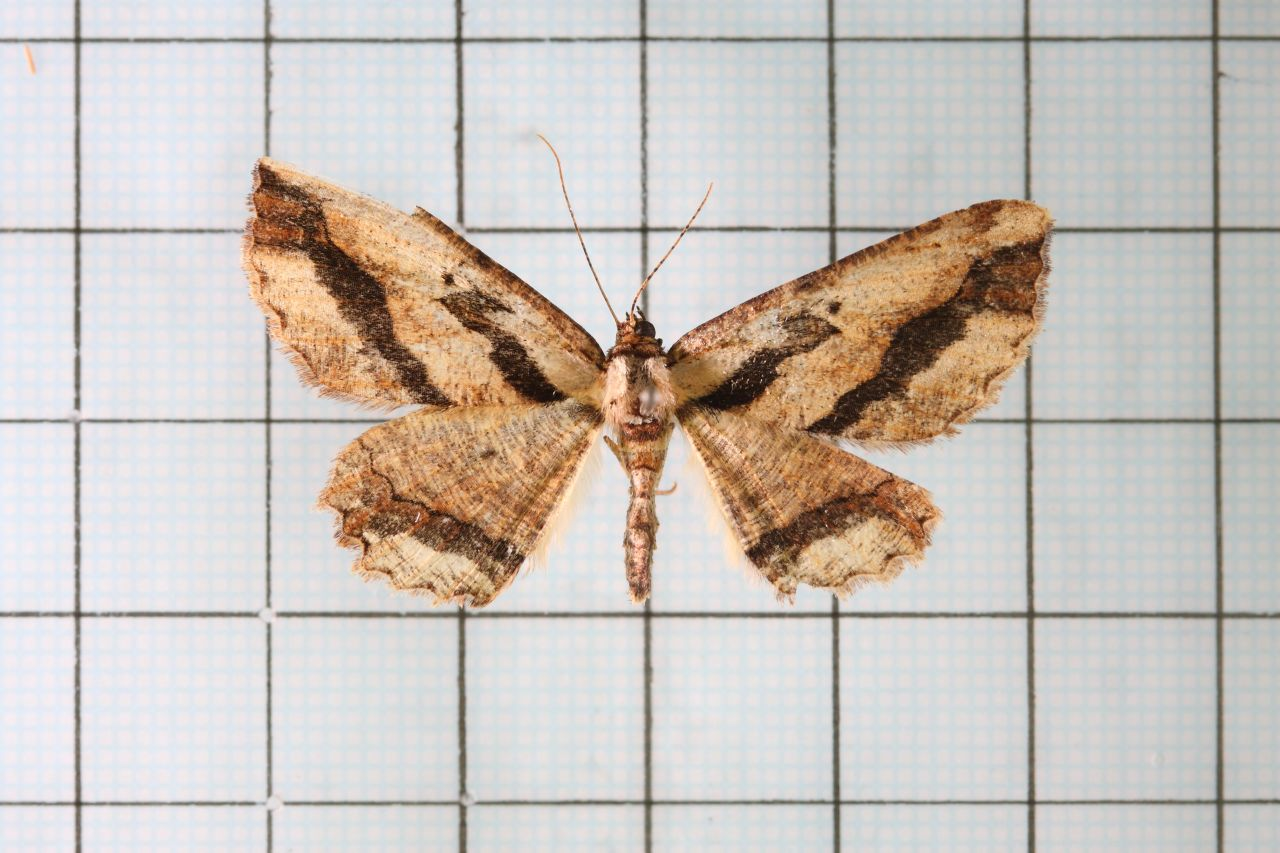
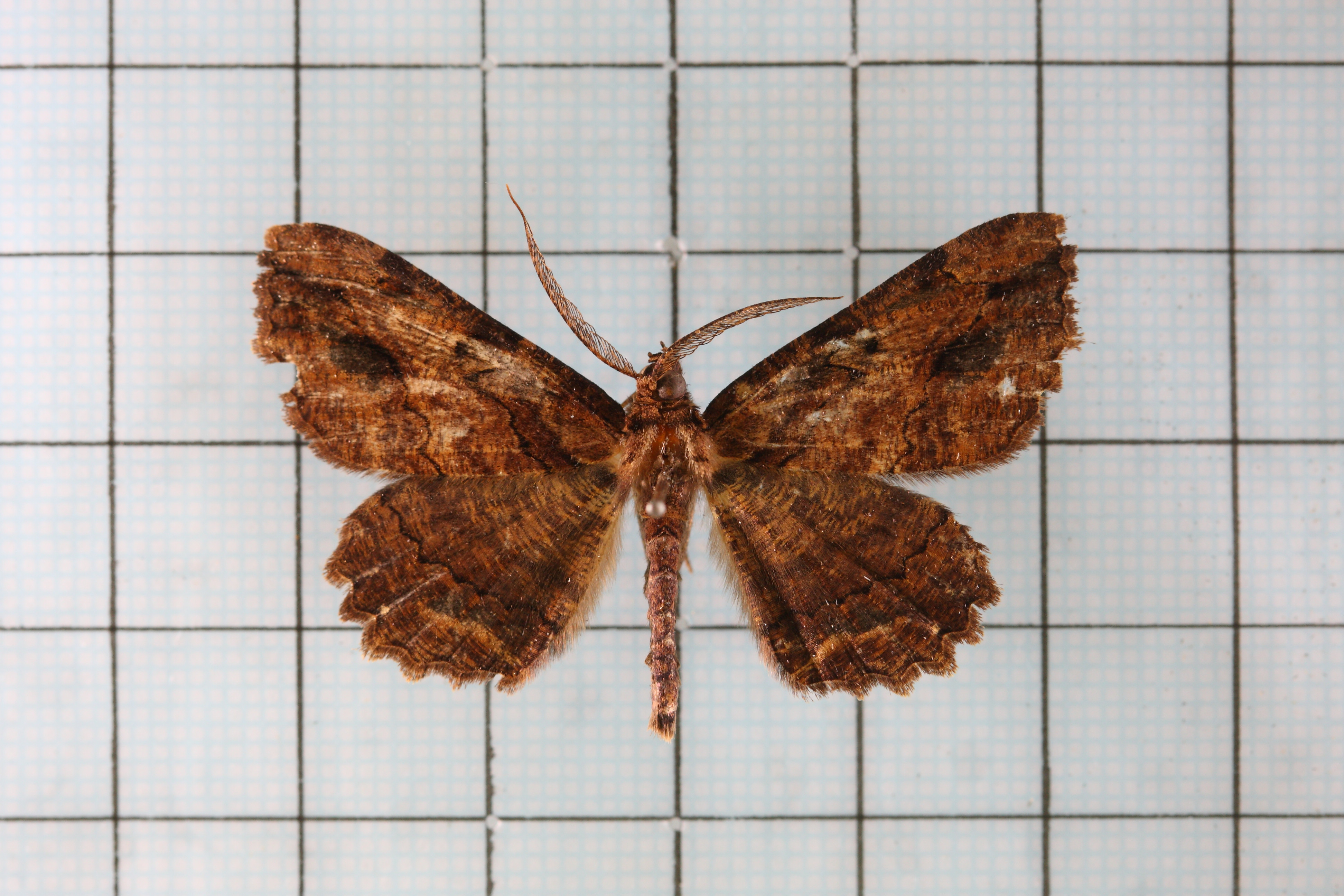